# Metodologia nauk
Metodologia nauk – nauka zajmująca się metodami stosowanymi w naukach przy formułowaniu twierdzeń i teorii naukowych. Metodologia nauk analizuje nie tylko procedury badawcze, lecz także jej wytwory: pojęcia, hipotezy, twierdzenia.

## Podział metodologii
Metodologia nauk może być dzielona na:
- ogólną (logiczna) - teoria metod naukowych stosowanych we wszystkich naukach
- szczegółową (metodologia historii, fizyki, itp.).

Ogólna metodyka nauk jest teorią zastosowania reguł semiotycznych oraz praw i reguł logiki formalnej do działalności naukowej. Interesuje ją poprawne formułowanie problemów naukowych, poprawność rozumowań, zasady dyskusji.
Według innego podziału wyróżnia się:
- metodologię nauk w aspekcie pragmatycznym zajmującą się metodami działalności naukowej i stosowanych w nauce procedurach badawczych
- metodologię nauk w aspekcie teoretycznym zajmującą się strukturą i elementami systemów naukowych